# Nodulosphaeria pontica
Nodulosphaeria pontica är en svampart som först beskrevs av Franz Petrak, och fick sitt nu gällande namn av L. Holm 1957. Nodulosphaeria pontica ingår i släktet Nodulosphaeria och familjen Phaeosphaeriaceae.  Arten är reproducerande i Sverige. Inga underarter finns listade i Catalogue of Life.